# Bukovniški potok
Búkovniški potok (tudi Bukovnica) (madžarsko Bakonaki-patak) je desni pritok Kobiljskega potoka v ravnini severno od Lendave/Lendva v severovzhodni Sloveniji. Izvira v jugovzhodnem delu Goričkega pri vasi Bukovnica in teče večinoma skozi gozd do Bukovniškega jezera ter naprej do Dobrovnika/Dobronak, kjer vstopi v široko ravnino Dolinskega. Od tu naprej teče po širni ravnini naprej proti jugovzhodu mimo vasi Kamovci/Kámaháza, Genterovci/Göntérháza in Mostje/Hídvég ter se nekoliko niže izliva v Kobiljski potok.
Do Dobrovnika/Dobronak teče potok po naravni strugi, obdan z gostim obvodnim rastjem in v srednjem toku skozi gozd, v ravninskem delu pa so potok v okviru obsežnih melioracij spremenili v umetni odvodni kanal s trapezastim prečnim prerezom, s travo poraslimi brežinami in brez kakršnegakoli obvodnega grmovja ali drevja. Ti posegi in jezero, ki je bilo po osnovni funkciji namenjeno zadrževanju poplavnih voda, so povsem spremenili pretočne in s tem tudi življenjske razmere v umetni strugi potoka. V poletnih mesecih je v tako kanalizirani strugi zelo malo vode, ki se brez zaščite obvodnega rastja močno segreje, ob obilnih padavinah pa potok tudi poplavlja bližnjo ravnico ob strugi in povzroča škodo, npr. v Dobrovniku novembra 1998 in avgusta–septembra 2014.